# Gáiduk
Gáiduk (en ruso: Га́йдук, hajduk) es un seló de la unidad municipal de la ciudad de Novorosíisk del krai de Krasnodar, en el sur de Rusia. Está situada en la zona intermedia de la orilla izquierda del valle del río Tsemés, en las proximidades de la bahía de Tsemés del mar Negro, 9 km al noroeste de Novorosíisk y 105 km al suroeste de Krasnodar, la capital del krai. Tenía 7 484 habitantes en 2010
Es centro del municipio rural Gáidukskoye.

## Demografía
| 1959  | 1970  | 1979  | 1989  | 2002  | 2010  |
| ----- | ----- | ----- | ----- | ----- | ----- |
| 3 984 | 4 642 | 5 596 | 6 031 | 7 173 | 7 484 |

### Composición étnica
De los 7 173 habitantes que tenía en 2002, el 87 % era de etnia rusa, el 2.9 % era de etnia bielorrusa, el 2.6 % era de etnia armenia, el 1.5 % era de etnia tártara, el 1.4 % era de etnia griega, el 1 % era de etnia turca, el 0.7 % era de etnia bielorrusa, el 0.4 % era de etnia alemana, el 0.3 % era de etnia azerí, el 0.2 era de etnia georgiana, el 0.1 % era de etnia gitana y el 0.1 % era de etnia adigué.

## Economía y transporte
La principal industria de la localidad es la cementera Atakaitsement.
La carretera federal rusa M25 pasa por el oeste de la localidad. La localidad cuenta con la estación ferroviaria Gáiduk en la línea Novorosíisk-Krymsk.